# SDI: Strategic Defense Initiative
SDI: Strategic Defense Initiative, o semplicemente SDI, è un videogioco arcade del 1987 di genere sparatutto a scorrimento, originariamente prodotto e pubblicato in tutto il mondo dalla SEGA. Il titolo è stato in seguito convertito per vari home computer dalla Activision e per la console Sega Master System dalla stessa SEGA. La versione occidentale per Master System è intitolata Global Defense, quelle per computer sono spesso sottotitolate Now the Odds Are Even, e una variante della macchina arcade è intitolata Defense.
Il giocatore controlla un satellite e deve distruggere i nemici utilizzando un mirino.
Il nome del videogioco si riferisce al programma di difesa antimissile lanciato dal presidente statunitense Ronald Reagan nel 1983.